# Elkalyce semicaeca
Elkalyce semicaeca är en fjärilsart som beskrevs av Krulikovski 1909. Elkalyce semicaeca ingår i släktet Elkalyce och familjen juvelvingar. Inga underarter finns listade i Catalogue of Life.